# Katia D'Artigues
Katia D'Artigues Beauregard (Ciudad de México, Distrito Federal; 28 de septiembre de 1972) es una periodista y entrevistadora mexicana. De 2002 a 2017 colaboró con la columna «Campos Elíseos» en el diario El Universal. Ha sido reconocida por diversos[¿cuál?] medios como una de las mejores entrevistadoras del periodismo mexicano[cita requerida].

## Estudios
Katia D'Artigues estudió ciencias de la comunicación (periodismo) en la Universidad Anáhuac.
Asimismo, tomó un curso de narración periodística con Gabriel García Márquez en Barranquilla, Colombia, en 1996[cita requerida]. Además realizó una estancia de investigación en la Universidad de Yale, Estados Unidos, durante el semestre otoñal de 2002[cita requerida].

## Carrera periodística
En 1993, colaboró como reportera fundadora de Reforma. Años después colaboraría en El Financiero. En 2000 D'Artigues sería columnista fundadora de Milenio Diario y colaboradora de Milenio Semanal. 
En televisión fue conductora, junto con Carlos Marín, del programa Milenio Televisión en Televisa; y colaboró con Andrés Roemer en Entre lo público y lo privado de Televisión Azteca. También participó en los programas de Televisa Círculo Rojo, con Carmen Aristegui y Javier Solórzano, con la sección «Contrarreloj» y en Visión AM, con Adela Micha. 
En radio, ha sido titular del programa de entrevistas El zoológico y coconductora de Informativo MVS, con Jorge Fernández Menéndez y María Elena Cantú, así como fundadora del programa de espectáculos La Taquilla. Formó parte de la mesa de Desde la Redacción en Grupo Imagen.
De julio de 2002 a febrero de 2017 colaboró en el diario El Universal con su columna «Campos Elíseos», la cual se publicaba lunes, miércoles, viernes y domingo. Posteriormente, su colaboración dominal se convirtió en «El Corcho», donde resaltaba los eventos políticos que se llevarían a cabo en la semana siguiente. En 2007, estableció el blog «C@mpos Elíseos» para la versión en línea del diario. Los viernes, a través de «Mundo D» sensibiliza a la población e intenta construir una sociedad menos discriminatoria y más diversa.
Junto con la escritora Sabina Berman, creó y condujo el programa Shalalá de mayo de 2007 hasta marzo del 2011. Shalalá fue un programa de entrevistas a diversos actores públicos, transmitido por Televisión Azteca. También fue colaboradora de la Segunda Emisión de Noticias MVS, al lado de Claudia Franco y Miguel Ángel Fernández.
Desde marzo de 2012 conduce  Katia 360, un programa de entrevista a diferentes personalidades de los ámbitos políticos y culturales, como parte de la barra política de Televisión Azteca, Azteca Opinión, el cual se transmite semanalmente los sábados a medianoche pero que cuenta con diferentes secciones exclusivas para la red y que tiene un formato interactivo con la audiencia, principalmente a través de Facebook y Twitter.
Es autora de los libros El Gabinetazo, en el que incluye entrevistas y semblanzas con miembros del gabinete del expresidente mexicano Vicente Fox y el libro Una lección para todas (2015) que incluye entrevistas con Patricia Mercado, Josefina Vázquez Mota y Cecilia Soto sobre su experiencia en las diferentes candidaturas de las que fueron protagonistas.